# Harry Nyquist

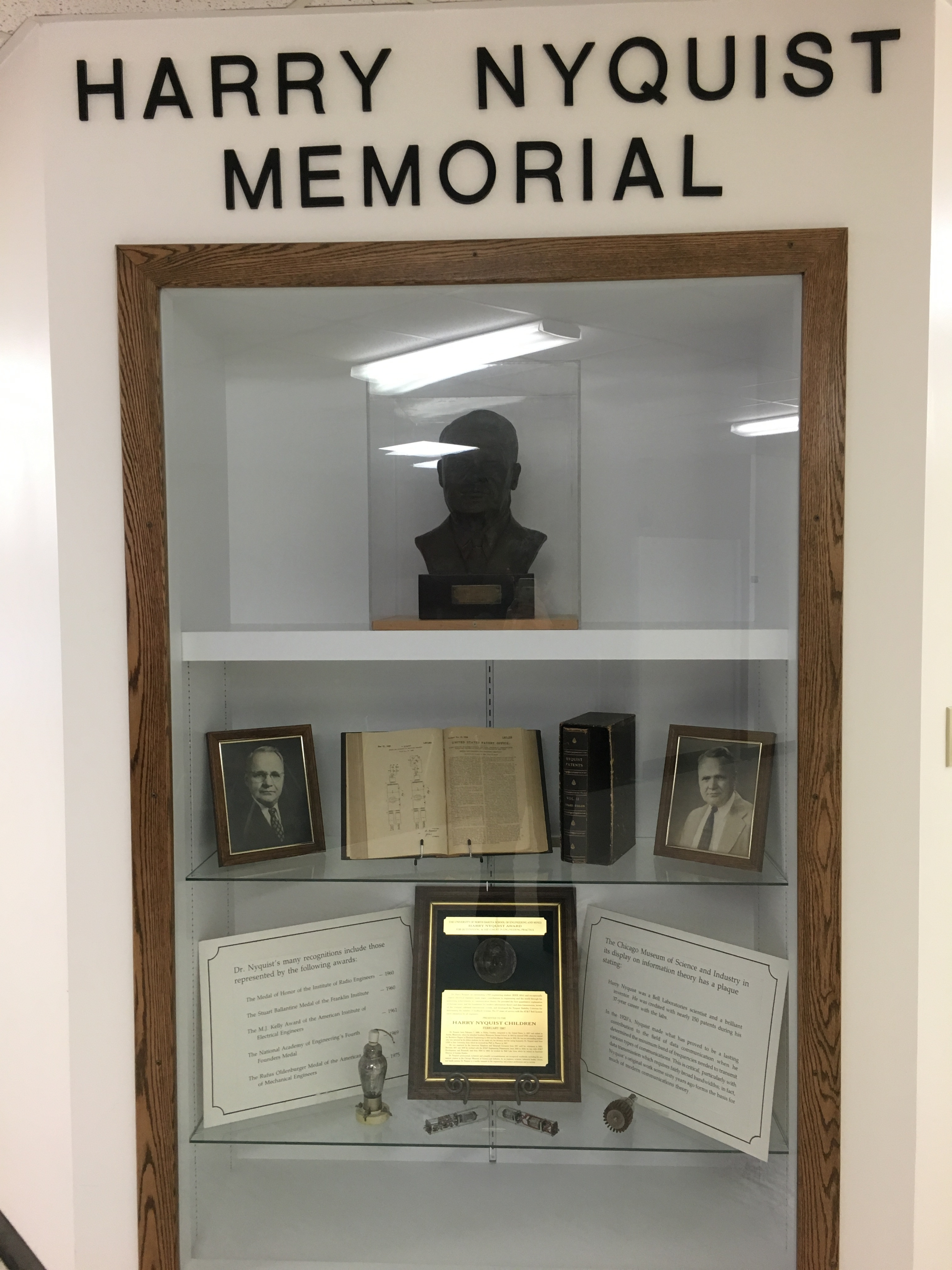
Mémorial Nyquist à l'université du Dakota du Nord.

Pour les articles homonymes, voir Nyquist.
Harry Nyquist (prononcé [ˈnŷːkvɪst] en suédois), né le 7 février 1889 à Nilsby (sv) (Suède) et mort le 4 avril 1976 à Harlingen (Texas, États-Unis), est un physicien ingénieur électronicien suédois qui a été un important contributeur à la théorie de l'information et à l'automatique.

## Biographie
Harry Nyquist naît dans le hameau de Nilsby (sv) (Stora Kil, Värmland), en Suède et émigre vers les États-Unis en 1907. Il entre à l'université du Dakota du Nord en 1912 et, cinq ans plus tard, il est reçu comme docteur en physique à l'université Yale. Après avoir travaillé de 1917 à 1934 chez AT&T, il part pour les laboratoires Bell.
Aux Bell Labs, ses recherches portent sur le bruit thermique appelé également « bruit de Johnson-Nyquist » et sur la stabilité des amplificateurs bouclés (voir Diagramme de Nyquist).
Ses travaux théoriques sur la détermination de la bande passante nécessaire à la transmission d'information, publiés dans l'article Certain factors affecting telegraph speed posent les bases pour les recherches de Claude Shannon qui le mèneront à sa théorie de l'information.
En 1927, Nyquist détermine qu'un signal analogique doit être échantillonné à au moins deux fois la plus haute fréquence le constituant si l'on veut le convertir en un signal numérique correspondant. Ce résultat, connu sous le nom de théorème d'échantillonnage de Nyquist-Shannon est publié dans l'article Certain topics in Telegraph Transmission Theory (1928).
Nyquist prend sa retraite en 1954. Veuf depuis 1971, il meurt à Harlingen au Texas.

## Source principale
- (en) Biographie sur le site IEEE Global History Network